# براستاد
براستاد (به سوئدی: Brastad) یک شهر کوچک است که در بخش لیسشیل شهرستان وسترایوتلاند در کشور سوئد واقع شده است. جمعیت براستاد در پایان سال ۲۰۱۰ بالغ بر ۱٬۸۴۶ نفر بوده است.